# Coryneliales
Sous-classe
Ordre
Les Coryneliales sont un ordre de champignons Ascomycètes. 

## Liste des familles
- Coryneliaceae
- Eremascaceae